# ORP Gen. K. Pułaski
ORP Gen. K. Pułaski (272) – fregata rakietowa typu Oliver Hazard Perry polskiej Marynarki Wojennej, była amerykańska USS Clark (FFG-11). Okręt został zbudowany w latach 1978-1980 w stoczni Bath Iron Works i 9 maja 1980 roku wszedł do służby w amerykańskiej marynarce wojennej. Został z niej wycofany 15 marca 2000 roku i tego samego dnia podniósł polską banderę w bazie morskiej US Navy w Norfolk w stanie Wirginia, jako dar rządu Stanów Zjednoczonych. Okręt wszedł w skład 3. Flotylli Okrętów. Służył kolejno w 31 Dywizjonie Okrętów Rakietowych w latach 2002–2004, Dywizjonie Okrętów Zwalczania Okrętów Podwodnych w latach 2004–2010 i Dywizjonie Okrętów Bojowych, w którego siłach znajduje się od 2011 roku.
ORP „Gen. K. Pułaski” jest fregatą rakietową, której głównym zadaniem jest poszukiwanie, wykrywanie i zwalczanie okrętów podwodnych, zwalczanie celów powietrznych i nawodnych oraz ochrona morskich szlaków komunikacyjnych i prowadzenie operacji antyterrorystycznych.
Po remoncie przeprowadzonym w latach 2015–2016 planowane jest pozostawienie okrętu w służbie do roku 2025.

## Budowa

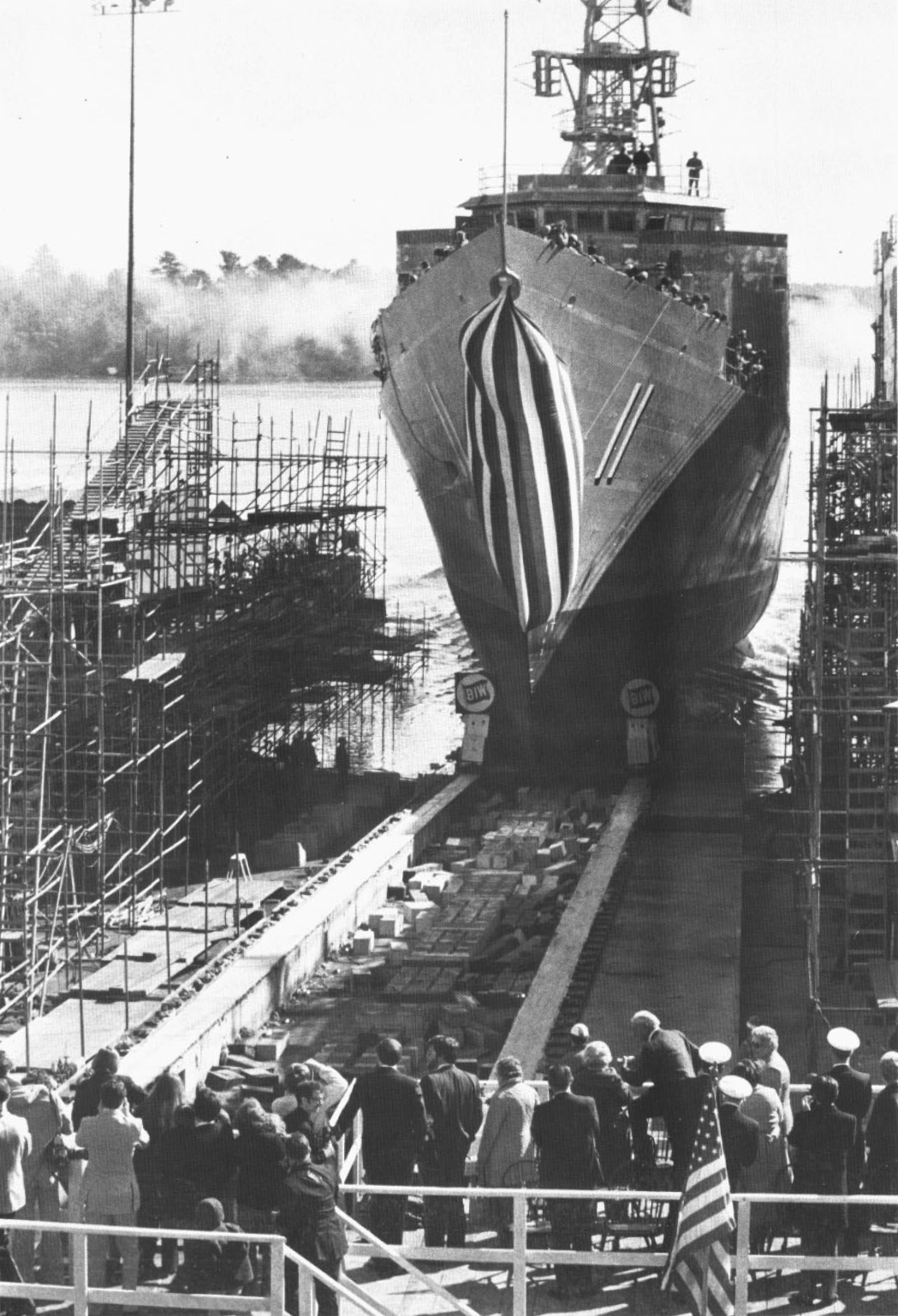
Wodowanie USS „Clark” w stoczni Bath Iron Works w roku 1979

Konstrukcja okrętów typu Oliver Hazard Perry odpowiada przyjętemu przez marynarkę amerykańską założeniu produkcji tanich jednostek zwalczania okrętów podwodnych (ZOP), co miało umożliwić ich masową produkcję, o wysokiej dzielności morskiej. Podstawową rolą tych okrętów miało być zwalczanie radzieckich okrętów podwodnych, w ograniczonym zakresie wypełniać także miały zadania związane z obroną przeciwlotniczą desantów, grup zaopatrzeniowych i konwojów morskich, dysponować miały także zdolnością zwalczania nawodnych celów morskich. Ich rolą nie miało być jednak towarzyszenie zespołom okrętów nawodnych ani też zapewnianie eskorty grupom lotniskowcowym w trakcie wojny.
Stępkę pod budowę okrętu położono 17 lipca 1978 roku w stoczni Bath Iron Works w Bath w stanie Maine, zaś jednostkę zwodowano 24 marca 1979 roku. 9 maja 1980 roku okręt wszedł do służby w United States Navy jako USS „Clark” (FFG-11). Matką chrzestną była Olga Clark, wdowa po admirale Josephie J. Clarku (1893-1971), na cześć którego został nazwany okręt.

## Konstrukcja i wyposażenie
Kadłub okrętu mierzy 135,6 metra długości całkowitej, a 125,9 metra na linii wodnej, największa szerokość okrętu sięga 13,7 metra, zanurzenie samego kadłuba wynosi 5,8 metra, zaś z opływnikiem sonaru zanurzenie wynosi 7,5 metra. Jednostka o wyporności 3450 ton standardowych ma 3950 ton wyporności pełnej. Okręt napędzany jest przez siłownię, wyposażoną w dwie turbiny gazowe General Electric LM2500 zapewniające moc wyjściową 41 000 KM dla jednego wału napędowego, przenoszącego napęd na pięciołopatową śrubę. Tak skonfigurowana siłownia nominalnie zapewnia prędkość 29 węzłów. Okręt wyposażony jest także w system napędu pomocniczego w postaci dwóch wysuwanych elektrycznych pędników ABB o mocy łącznej 720 KM. Napęd pomocniczy okrętu używany jest do precyzyjnych manewrów jednostki, zdolny jest jednakże do zapewnienia okrętowi możliwości powrotu do portu z prędkością 5 węzłów, w razie awarii napędu głównego. System napędowo-energetyczny okrętu uzupełniany jest przez cztery generatory elektryczne Diesla o mocy 1000 kW każdy. Okręt posiada dwa równoległe hangary o długości 12,5 metra i szerokości 4,5 metra, w których bazować mogą dwa śmigłowce SH-2.

### Wyposażenie elektroniczne
W trakcie budowy jednostek typu Oliver Hazard Perry korporacja Sperry zaproponowała marynarce oraz Kongresowi wyposażenie późniejszych jednostek tego typu w radar ze skanowaniem fazowym, a w następnej kolejności wyposażenie w tego typu radar również wcześniejszych jednostek, do których zaliczał się USS „Clark”. US Navy uznała jednak, że zaproponowany koszt instalacji takich radarów jest zbyt wysoki. Okręt wyposażony jest więc w cyfrowy, dwuwspółrzędny radar obserwacji przestrzeni powietrznej dalekiego zasięgu AN/SPS-49(V)4 (zasięg około 480 kilometrów) oraz radar obserwacji powierzchni (dozoru nawodnego) AN/SPS-55. W polskiej służbie okręt ma radary nawigacyjne Bridgemaster E252 oraz E342.
Jednostka wyposażona została także w umieszczony w kilu i dziobie sonar SQS-56, z uwagi jednak na stosunkowo ograniczone możliwości tego modelu sonaru w zakresie wykrywania okrętów podwodnych, okręt zmuszony jest polegać w głównej mierze na znacznie bardziej efektywnym, pasywnym sonarze holowanym SQR-19 TACTAS. Dane z sonarów przetwarzane są przez system walki podwodnej AN/SQQ-89 ASW Integration System. W polskiej służbie, sonary zostały po 2003 roku zmodernizowane przez Politechnikę Gdańską do wersji SQS-56PG i SQR-19PG, otrzymując systemy cyfrowej obróbki dźwięku i nowoczesne wyświetlacze.
W celu zwiększenia przeżywalności okrętu w walce, zdecydowano się zmniejszyć skuteczną powierzchnię odbicia (radar cross section), dlatego FFG-11 został wyposażony w system przeciwdziałania AN/SLQ-32 – przeznaczony do walki elektronicznej. Dodatkowo okręt wyposażono w system zakłócania Mk 36 SR-BOC, który współpracuje z czterema wyrzutniami celów pozornych Mk 137 Mod 1 oraz holowaną pułapkę przeciwtorpedową SLQ-25 Nixie.
Jednostka wyposażona jest w system kierowania ogniem Mk 92 Fire Control System Mod 4, który współdziała z systemem Mk 53 CAS (ang. Combined Antenna System) oraz radarem kierowania ogniem Mk 54 STIR (ang. Separate Track Illuminating Radar). W wypadku awarii systemu Mk 92 bądź też zakłóceń jego pracy, możliwe jest dalsze prowadzenia ognia, za pośrednictwem dwóch kolumienek celowniczych Mk 24.

### Uzbrojenie
W chwili budowy, wszystkie jednostki typu Oliver Hazard Perry otrzymały wyrzutnię pocisków rakietowych Mk 13 Mod 4 z pojedynczą prowadnicą przeznaczoną do wystrzeliwania pocisków przeciwlotniczych RIM-66 Standard SM-1MR oraz przeciwokrętowych RGM-84 Harpoon. Wyposażony w system automatycznego ładowania wyrzutni wbudowany w okręt magazyn amunicji mieści maksymalnie 40 pocisków: 36 przeciwlotniczych pocisków Standard oraz 4 pociski przeciwokrętowe RGM-84 Harpoon.
Uzbrojenie artyleryjskie FFG-11 stanowiła armata uniwersalna Mk 75 L/62 kalibru 76 mm (armata ta stanowi amerykańską odmianę produkowanej na licencji, włoskiej armaty OTO Melara Compact) o szybkostrzelności do 100 strzałów na minutę, służąca do zwalczania celów naziemnych i nawodnych (zasięg do 8 km) oraz powietrznych (zasięg 5 km). Okręt posiadał także pojedynczy zestaw obrony bezpośredniej Vulcan Phalanx Mk 15, w skład którego wchodzi armata sześciolufowa kalibru 20 mm o szybkostrzelności 3000 strzałów na minutę. Jako okręt zwalczania okrętów podwodnych, jednostka otrzymała także dwie potrójne wyrzutnie wyrzutnie torpedowe Mk 32 Mod. 7. Podstawowe uzbrojenie przeciwpodwodne stanowiły torpedy lekkie ZOP Mk 46 kalibru 324 mm. Torpeda Mk 46 stanowi podstawową amerykańską torpedę przeciwpodwodną od połowy lat 60. XX wieku, i do dziś jest głównym środkiem zwalczania okrętów podwodnych w wielu państwach świata (w tym w Stanach Zjednoczonych). Wyposażona w głowicę bojową zawierającą 45 kilogramów PBXN-103 (ekwiwalent 83 kg TNT) oraz aktywno-pasywny akustyczny system naprowadzania przystosowany zarówno do działania w wodach oceanicznych, jak i wodach płytkich. Napęd tej torpedy stanowi silnik tłokowy napędzający dwie śruby przeciwbieżne. Układ taki zapewnia prędkość maksymalną 45 węzłów na dystansie 7,5 kilometra.
Dodatkowo okręt przenosił komponent lotniczy, w postaci dwóch śmigłowców pokładowych Kaman SH-2 Seasprite, które mieściły się w dwóch hangarach lotniczych.

#### Uzbrojenie w służbie polskiej
W polskiej służbie okręt zasadniczo zachował poprzedni zestaw uzbrojenia, z wyjątkiem liczby i rodzajów środków bojowych. Polska z przyczyn finansowych nie zakupiła pełnej jednostki ognia pocisków przeciwlotniczych dla obu fregat. Wraz z okrętem otrzymano 17 rakietowych pocisków przeciwlotniczych RIM-66E Standard Missile 1 MR Block VI i jeden pocisk ćwiczebny, oraz dwa pociski przeciwokrętowe RGM-84G Harpoon Block 1G. Dopiero w 2006 roku zakupiono dalsze 17 pocisków SM-1MR dla obu fregat, dostarczone w 2010 roku. Nie dokonywano zakupów dalszych pocisków Harpoon, natomiast jesienią 2014 roku oba zostały wycofane w celu utylizacji z powodu wyczerpania resursu (jeden z nich wcześniej w 2008 roku został uszkodzony).
Na samym początku swojej służby „Pułaski” pływał bez śmigłowców pokładowych i z dzierżawionymi torpedami A-244. W polskiej służbie starsze amerykańskie torpedy zostały wymienione na nowoczesne torpedy przeciwpodwodne MU-90 Impact kalibru 323,7 mm. Źródło energii torped MU-90 stanowią baterie elektryczne zasilające pędnik wodnoodrzutowy typu pump-jet umożliwiający jej atak z prędkością między 29 do 50 węzłów, na głębokości minimalnej 25 metrów i maksymalnej 1000 metrów. Zasięg torpedy przy prędkości maksymalnej wynosi 11 000 metrów, oraz 20 000 metrów przy prędkości minimalnej. Torpedy wyposażone są w aktywno-pasywny układ samonaprowadzania. Układ elektroniczny tych torped zawiera podsystem zdolny do skanowania i profilowania dna w celu wykrywania nieruchomych okrętów podwodnych osadzonych na dnie morskim. Dodatkowo torpedy tego typu wyposażone są w układ kierowania bezwładnościowego oraz posiadają możliwość do śledzenia 10 celów jednocześnie, klasyfikację i dyskryminacje celów oraz pułapek i pozoratorów przeciwtorpedowych.
„Gen. K. Pułaski” wyposażony jest w starszą wersję systemu CIWS Phalanx Mk 15 Block 0. Dodatkowo zamontowano cztery karabiny maszynowe WKM-B produkcji polskiej, kalibru 12,7 mm. W służbie polskiej fregata wykorzystuje śmigłowce Kaman SH-2G Super Seasprite.

## Służba w US Navy

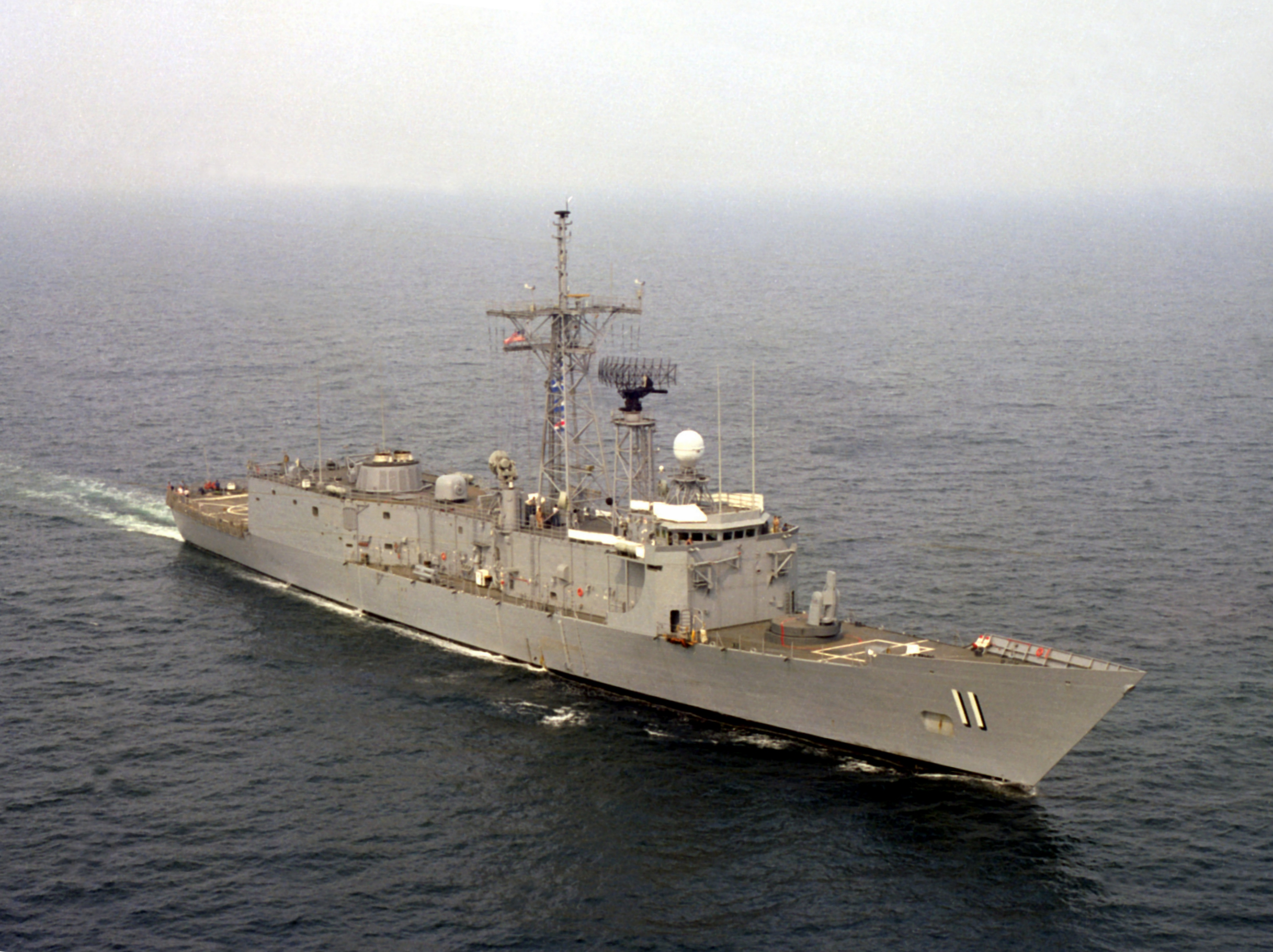
USS „Clark” (FFG-11) podczas ćwiczeń na Oceanie Atlantyckim 1 października 1981 roku

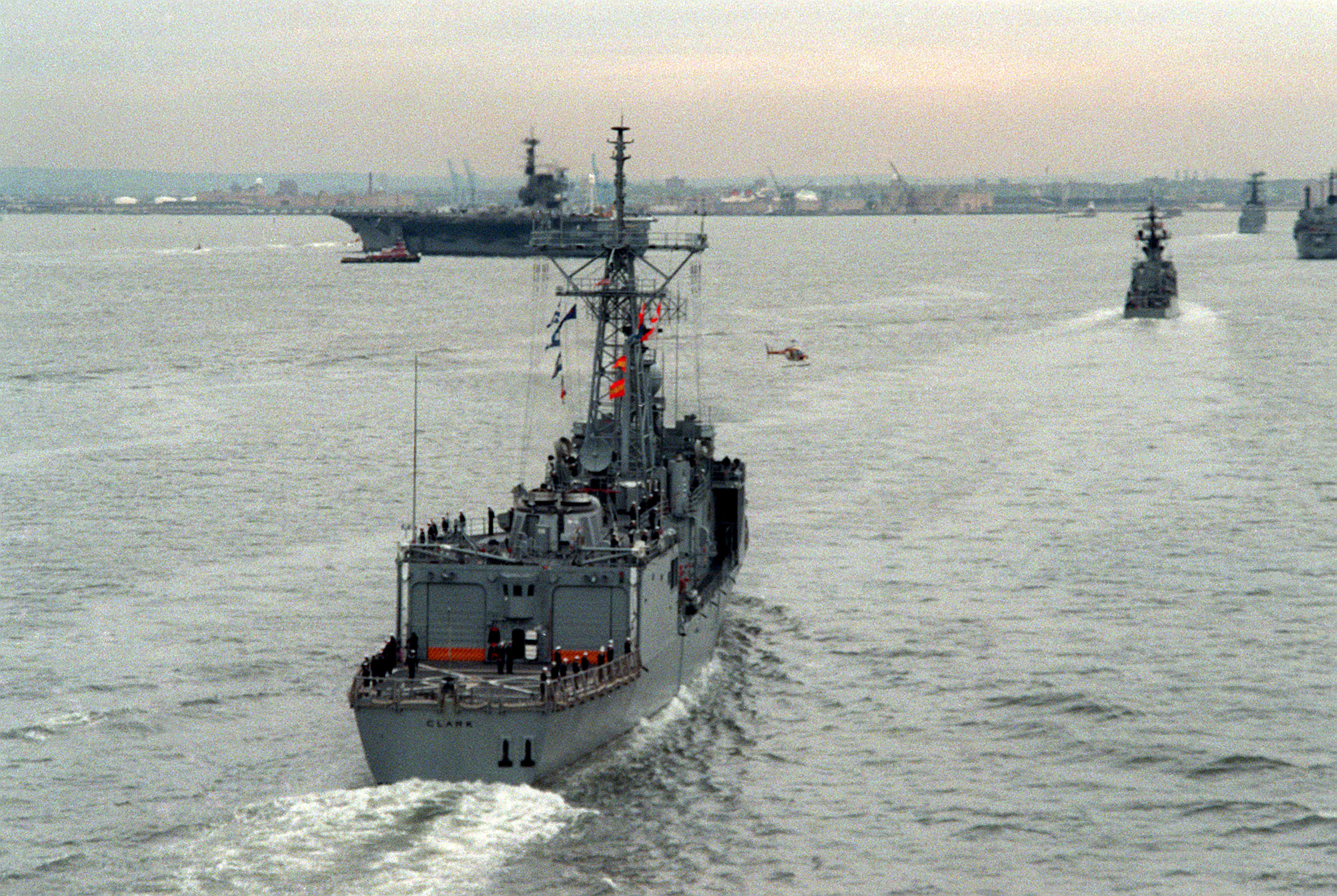
„Clark” wraz z innymi okrętami US Navy mija lotniskowiec USS „Forrestal” (CV-59) w Nowym Jorku 29 kwietnia 1989 roku

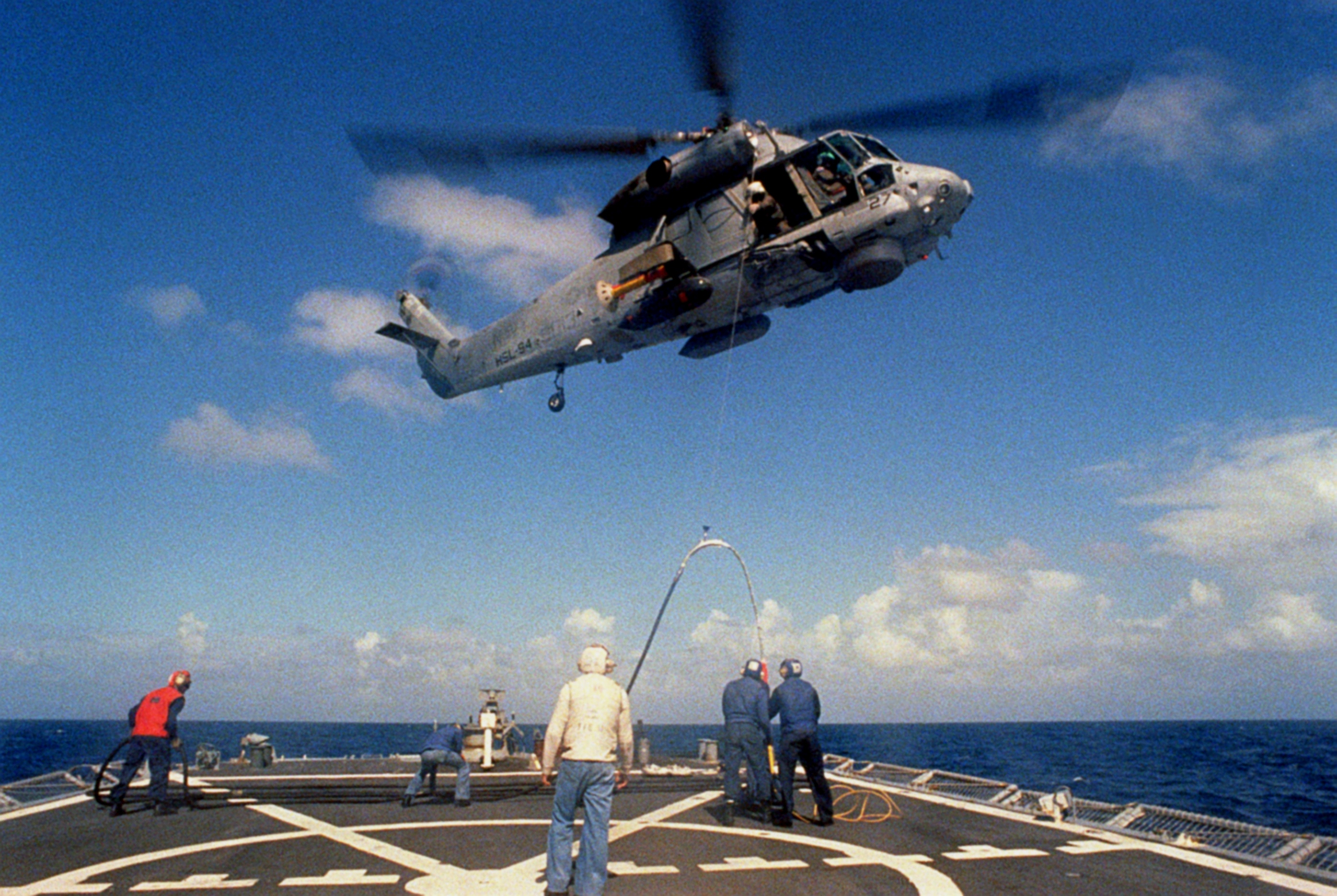
Śmigłowiec pokładowy SH-2F uzupełnia paliwo w locie z pokładu FFG-11 (1990)

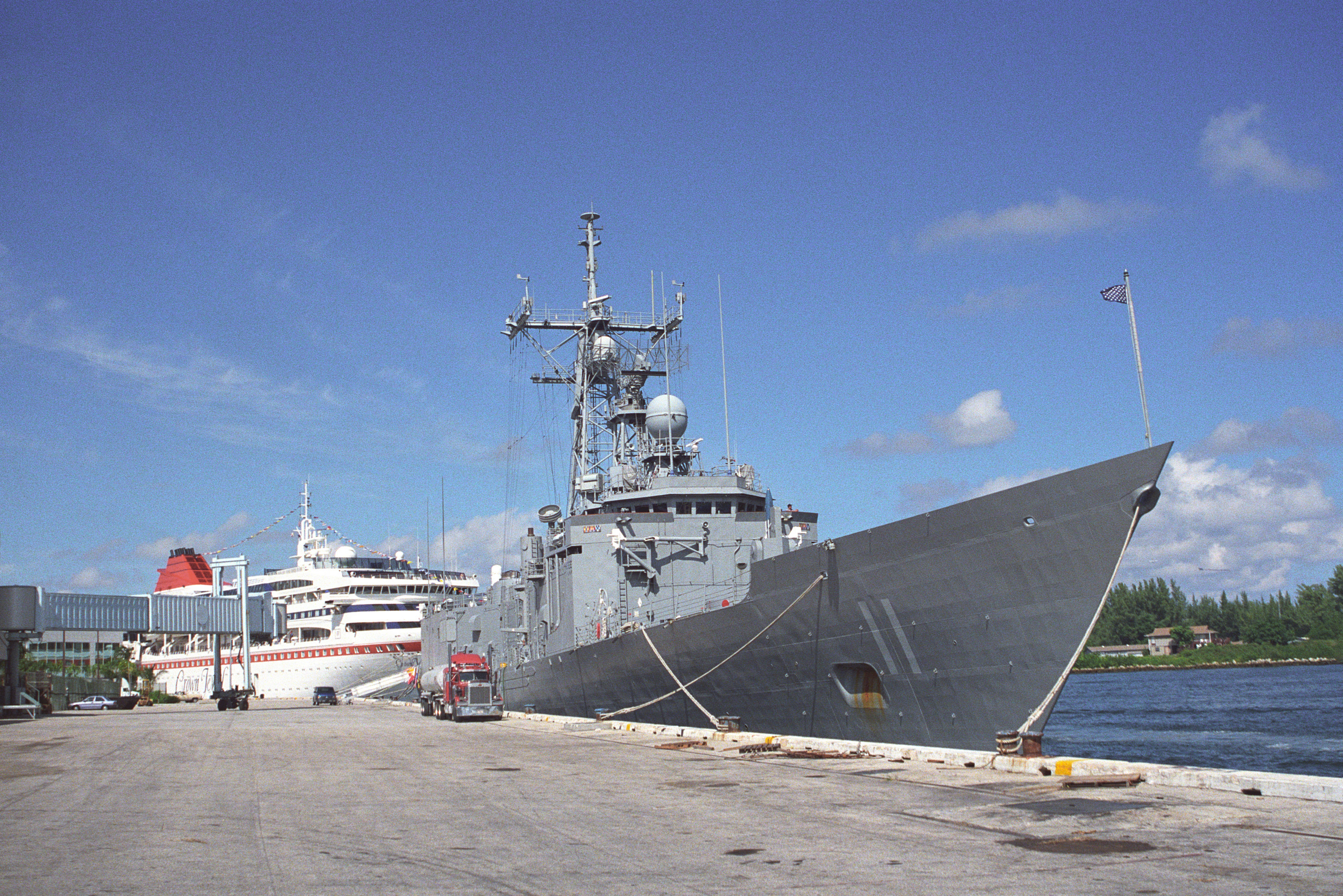
USS „Clark” (FFG-11) w porcie w Everglades (1994)

USS „Clark” (FFG-11) rozpoczął służbę w US Navy 9 maja 1980 roku. Pierwszym dowódcą został Cmdr William E. Kelley. Okręt dołączył do amerykańskiej Floty Atlantyckiej jako okręt 12. Grupy Niszczycieli Krążowników (Cruiser Destroyer Group 12) i 8. Dywizjonu Niszczycieli (Destroyer Squadron 8).
FFG-11 opuścił port w Bath 23 czerwca 1980 roku i wyruszył w rejs do swojej macierzystej bazy Naval Station Mayport na Florydzie. Do Mayport dotarł 1 lipca 1980 roku. W roku 1980 okręt odbył swoje pierwsze strzelania rakietowe, które zakończyły się sukcesem. W dniach 9 stycznia - 9 kwietnia 1981 roku „Clark” rozpoczął próby i szkolenie załogi w użytkowaniu systemów uzbrojenia okrętowego. Po ich ukończeniu, 28 kwietnia jednostka wzięła udział w manewrach Ocean Venture, podczas których prowadzono szkolenie z poszukiwania i zwalczania okrętów podwodnych. W ramach tego szkolenia okręt wystrzelił swoje pierwsze dwie torpedy. W październiku 1981 roku USS „Clark” zmuszony był opuścić swoje pierwsze duże manewry o kryptonimie Readex 1-82 z powodu awarii dwóch z czterech posiadanych przez jednostkę generatorów prądu.
FFG-11 odbył swój pierwszy międzynarodowy rejs w dniu 27 stycznia 1982 roku. „Clark” wziął udział w manewrach Phiblex 82 i Sardinia 82. Po wizycie w porcie w Monako pod koniec czerwca, jednostka eskortowała okręt desantowy USS „Nashville” (LPD-13) i USS „Hermitage” (LSD-34) podczas ewakuacji Amerykanów z Libanuu. W lipcu u wybrzeży Hiszpanii fregata wzięła udział w akcji poszukiwawczej i uratowała trzech marynarzy z lotniskowca USS „John F. Kennedy” (CV-67), którzy wypadli za burtę. Nigdy nie odnaleziono czwartego zaginionego marynarza.
W styczniu 1983 roku USS „Clark” został poddany modernizacji, w wyniku której otrzymał m.in. system kierowania ogniem Mk 92 oraz zestaw środków walki elektronicznej AN/SLQ-32. Prace zakończono 9 maja, po czym okręt przeszedł próby morskie. Fregata brała również w tym samym roku udział w manewrach Readex 83, odbywających się w dniach 15 sierpnia - 15 września. 31 października, okręt dołączył do innych jednostek hiszpańskiej marynarki wojennej podczas ćwiczenia NATO Crisex 83.
Opuszczając Morze Śródziemne w dniu 21 stycznia 1984 roku, „Clark” przybył z wizytą do portu w Izmirze w Turcji po 53 dniach z rzędu na morzu. Okręt dopłynął do Zatoki Perskiej 10 lutego w celu dokonania wymiany z fregatą USS „Whipple” (FF-1062). Okręt opuścił Zatokę Perską 5 kwietnia, rozpoczynając tym samym powrót do portu macierzystego Mayport, docierając do niego 6 maja. Po krótkiej przerwie jednostka rozpoczęła operację zwalczania narkotyków wraz z US Coast Guard na Karaibach w dniach 13 listopada - 20 grudnia 1984 roku.
W 1985 roku w okresie od kwietnia do sierpnia, fregata przeszła remont wraz z modernizacją kadłuba i nadbudówki polegającej m.in. na instalacji systemu stabilizacji oraz naprawie pękniętej nadbudówki. 17 września FFG-11 opuścił Mayport i udał się do swojego nowego portu macierzystego w Filadelfii. „Clark” przez cały rok 1986 uczestniczył w seriach ćwiczeń, między innymi w dniach 19-20 października brał udział w manewrach Castex.
27 czerwca 1987 roku „Clark” odpowiedział na flarę alarmową z honduraskiego frachtowca „Etoille De Bethelem”. Jednostka wzięła cywilny statek na hol do Zatoki Guantanamo u wybrzeży Kuby.
FFG-11 kontynuował różne ćwiczenia szkoleniowe na Atlantyku, w tym ćwiczenia zwalczania okrętów podwodnych z okrętem podwodnym USS „Augusta” (SSN-710) i fregatą USS „Oliver Hazard Perry” FFG-7 w dniach 14-15 marca 1989 roku. 7 kwietnia 1989 roku doszło do pożaru, który wybuchł w przedziale jednego z silników. Okręt udał się do Mayport w celu naprawy. Jednostka po naprawie powróciła na morze w celu prowadzenia kolejnych operacji antynarkotykowych wraz z Coast Guard aż do lutego 1990 roku. W tym samym roku doszło do awarii obu głównych silników, przez co, przez sześć godzin „Clark” miał do dyspozycji tylko napęd pomocniczy aż do momentu naprawienia głównego napędu przez załogę. Po tym incydencie USS „Clark” przeszedł dziesięciomiesięczny remont na suchym doku w General Ship Corp.
W roku 1991 rozpoczęła się seria szkoleń i prób morskich jednostki po remoncie w stoczni General Ship Corp. W styczniu, podczas prób doszło do zalania magazynu rakiet wyrzutni Mk 13, spowodowało to opóźnienie powrotu FFG-11 do służby operacyjnej. W kwietniu okręt powrócił do General Ship Corp, ponieważ z powodu fatalnych warunków atmosferycznych nie był w stanie przeprowadzić dalszych prób. Jednak problemy podczas szkoleń trwały nadal. Podczas ćwiczeń przeciwlotniczych w sierpniu 1991 roku, doszło do awarii systemu na podczerwień, co zmusiło załogę do powrotu do Mayport.
8 stycznia 1992 roku USS „Clark” uczestniczył w ćwiczeniach Fleetex. W maju okręt popłynął na Karaiby na kolejną operacje zwalczania przemytu narkotyków. 7 lipca fregata udała się do swojego nowego portu macierzystego w Newport. Podczas rejsu po północnym Atlantyku, fregata uczestniczyła we wspólnych manewrach z Royal Canadian Navy, a następnie odbyła wizytę w porcie w Halifax w Nowej Szkocji.
W 1993 roku załoga po raz kolejny zwalczała przemyt narkotyków na wodach Karaibów. W 1994 roku okręt brał udział w ćwiczeniach Passex z Brazylijską Marynarką Wojenna u wybrzeży Puerto Rico w dniach 11-14 marca.
W 1995 roku USS „Clark” brał udział w ćwiczeniach Jtfex 95, wraz z grupą uderzeniową lotniskowca USS „Theodore Roosevelt” (CVN-71). W dniu 23 kwietnia udał się do Europy i odbył szereg wizyt w portach, między innymi w Breście we Francji (5-7 maja); Amsterdamie w Holandii (21-24 maja); Rosyth w Szkocji (27-29 maja); Aarhus w Danii (3-5 czerwca); Karlskrona w Szwecji (10-12 czerwca); Rauma w Finlandii (19-21 czerwca); Tallinnie w Estonii (22–25 czerwca) czy Gdyni w Polsce (26–28 czerwca). Po przybyciu do stoczni w bazie marynarki wojennej Norfolk, w stanie Wirginia, 9 sierpnia „Clark” rozpoczął remont trwający do 7 lutego 1996 roku.
Fregata w terminie 10 stycznia - 20 kwietnia 1997 roku brała udział w walce z przemytnikami narkotyków na Karaibach. W lutym, podczas trwania tej misji, „Clark” przechwycił kokainę o łącznej masie 1127 funtów, a także statek na którego pokładzie przewożono nielegalnych chińskich imigrantów.
7 kwietnia 1998 roku USS „Clark” prowadził wspólne ćwiczenia wraz z niszczycielem typu Arleigh Burke – USS „Gonzalez” (DDG-66), w ramach przygotowań do manewrów Towex. W tym samym roku, 27 lipca, „Clark” po raz wyruszył z 42 Eskadrą Straży Przybrzeżnej do operacji zwalczania narkotyków na Karaibach. Załoga podczas misji dokonała łącznie 13 wejść na pokłady jednostek podejrzanych o przemyt. Okręt powrócił do Norfolk 9 listopada 1998 roku.
Przekazywanie USS „Clark” Marynarce Wojennej RP rozpoczęło się 6 stycznia 2000 roku. Fregata przez jeden dzień (19 stycznia) wypłynęła na morze, aby odbyć szkolenie zapoznawcze dla polskiej załogi. W lutym odbyły się trzy oddzielne trzydniowe szkolenia, pozwalając polskiej załodze na zapoznanie się i przeszkolenie z eksploatacji okrętu.
USS „Clark” (FFG-11) został wycofany ze służby w US Navy 15 marca 2000 roku i przekazany Marynarce Wojennej RP po ponad 19 latach służby.

### Dowódcy USS „Clark” (FFG-11)
- 17 maja 1980 - 6 sierpnia 1982 – Cmdr (polski odpowiednik – komandor porucznik) William E. Kelley[24]
- 6 sierpnia 1982 - 30 października 1984 – Cmdr Richard David Williams[24]
- 30 października 1984 - 16 stycznia 1987 – Cmdr Arthur Victor Schultz[24]
- 16 stycznia 1987 - 27 marca 1989 – Cmdr William J. Donnelly[24]
- 27 marca 1989 - 4 marca. 1991 – Cmdr Victor Howard Ackley[24]
- 4 marca 1991 - 24 marca 1993 – Cmdr Thomas F. Hartrick[24]
- 24 marca 1993 - 15 września 1994 – Cmdr John Edward Odegaard[24]
- 15 września 1994 - 4 grudnia 1995 – Cmdr Bruce J. Cuppett[24]
- 4 grudnia 1995 - 7 czerwca 1996 – Cmdr Scott Lee Jones[24]
- 7 czerwca 1996 - 17 lipca 1997 – Cmdr Christopher Charles Cain[24]
- 17 lipca 1997 - 15 marca 2000 – Cmdr Albert Francis Lord[24]

## Transfer okrętu
W styczniu 1999 roku uzgodniono między rządami Stanów Zjednoczonych oraz Polski, że Polska przejmie od USA dwie fregaty, w celu zaznajomienia Marynarki Wojennej z zachodnim wyposażeniem i standardami oraz zapewnienia jej interoperacyjności z NATO i uczestnictwa w zespołach sił morskich poza Bałtykiem. Do tego czasu Marynarka Wojenna dysponowała tylko jednym dużym okrętem nawodnym – niszczycielem ORP „Warszawa”, jednak nie był on interoperacyjny z innymi jednostkami NATO oraz był jednostką przestarzałą, nie spełniał wymogów współczesnego pola walki. Uzgodniono, że przekazane zostaną dwie fregaty, pochodzące z wcześniejszej serii okrętów typu Oliver Hazard Perry. Pierwszą przejętą jednostką był właśnie USS „Clark” (FFG-11), który bezpośrednio przed tym pozostawał w rezerwie (Naval Reserve Forces). Okręt ten miał starsze wzory uzbrojenia i wyposażenia w porównaniu z częścą jednostek tego typu, a przed przekazaniem został z niego usunięty lekki pancerz przeciwodłamkowy z kevlaru zabezpieczający najważniejsze pomieszczenia.
USS „Clark”, wraz z drugą fregatą, został przekazany stronie polskiej poprzez program Foreign Military Sales (FMS) z finansowaniem z bezzwrotnych pożyczek dla państw zaprzyjaźnionych z funduszu Foreign Military Financing (FMF). Łączny koszt poniesiony przez Polskę w związku z przejęciem obu fregat do 2007 roku (usługi, szkolenie, części, naprawy) był stosunkowo niewielki i wyniósł 15,9 mln dolarów, przy amerykańskim wkładzie 49 mln dolarów.
Polską banderę podniósł 15 marca 2000 roku w bazie morskiej Norfolk w stanie Wirginia. W uroczystości przekazania okrętu wzięli udział - obok przedstawicieli władz i flot obu krajów - liczni polscy kombatanci zamieszkali w USA. Po szkoleniu załogi, fregata pod numerem taktycznym 272 wypłynęła do Polski 7 czerwca 2000 roku, przepływając bez problemów Atlantyk i wchodząc 17 czerwca, uroczyście witana, do Gdyni. Nazwę ORP „Gen. K. Pułaski” - dla podkreślenia związku obu narodów - nadano mu podczas powtórnego chrztu 25 czerwca 2000 roku w Gdyni. Matką chrzestną została żona ówczesnego premiera RP Ludgarda Buzek. Na uroczystości była obecna m.in. sekretarz stanu USA Madeleine Albright i premier Jerzy Buzek. W prasie militarnej wyrażano jednak krytykę wyboru formy nazwy okrętu (trzywyrazowej, ze skrótami), zrywającej z tradycją nazw złożonych z dwóch pełnych wyrazów (np. „Generał Haller”).
Siostrzanym okrętem w Marynarce Wojennej jest ORP „Gen. T. Kościuszko” (numer burtowy 273), służący wcześniej w marynarce amerykańskiej jako USS „Wadsworth” (FFG-9). Oba okręty wchodzą w skład dywizjonu Okrętów Bojowych w siłach 3. Flotylli Okrętów.
Po procedurze przyjęcia okrętu do służby w Polsce, zdecydowano, że „Pułaski” wraz z bliźniaczym „Kościuszko” zostanie poddany modernizacji zgodnie z procedurami programu FMS.

## Służba w Marynarce Wojennej
Głównym przeznaczeniem fregaty rakietowej ORP „Gen. K. Pułaski” jest poszukiwanie i zwalczanie okrętów podwodnych, zwalczanie środków napadu powietrznego, zwalczanie okrętów nawodnych i statków oraz ich zespołów, osłona własnych okrętów i statków oraz ich zespołów, patrolowanie i osłona strategicznych szlaków komunikacyjnych oraz zwalczanie celów powietrznych na dużych i średnich dystansach. Jednostka jest przygotowana do prowadzenia operacji reagowania kryzysowego, zapobiegania konfliktom lokalnym i przeciwdziałania atakom terrorystycznym.

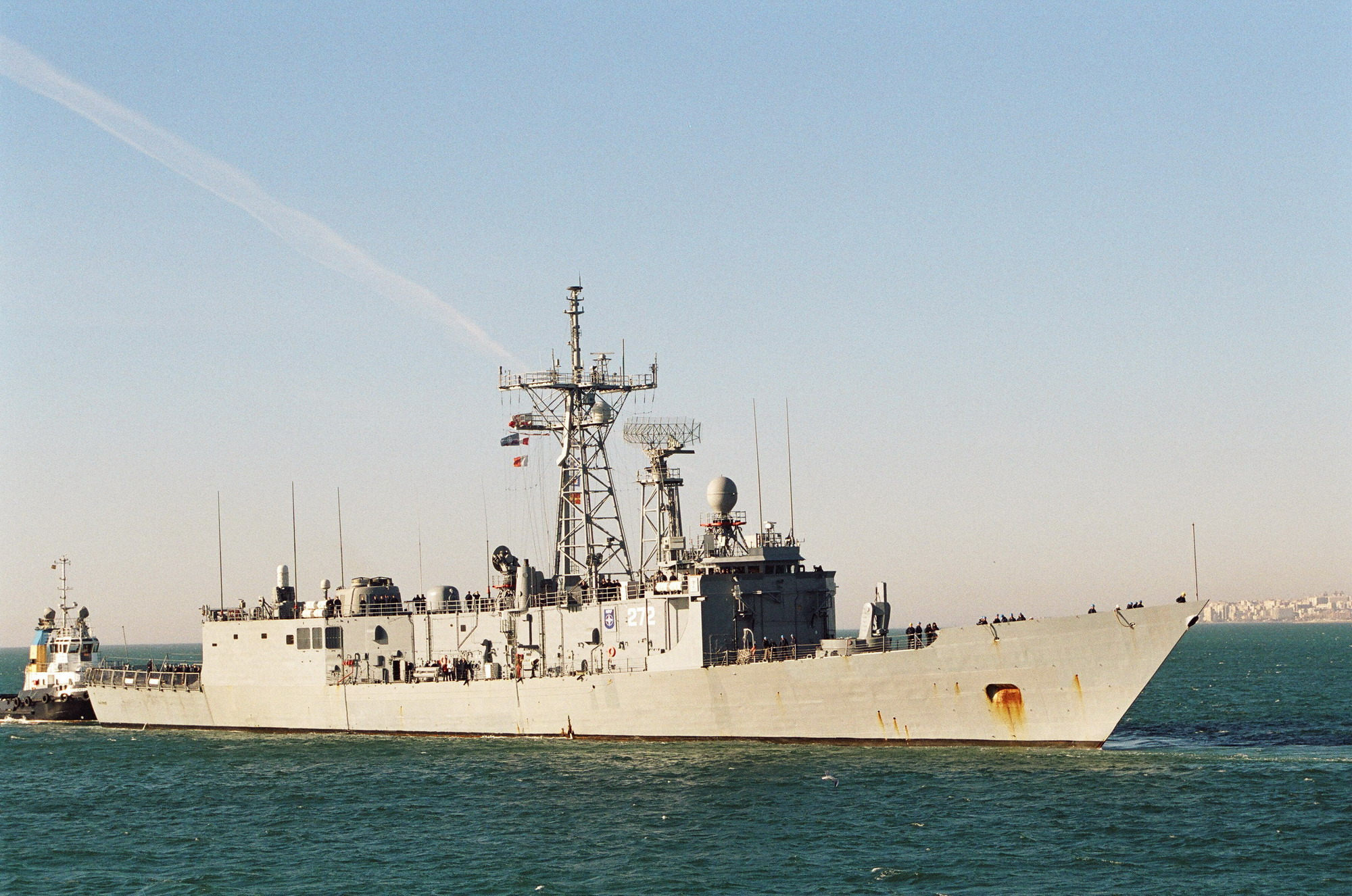
ORP „Gen. K. Pułaski” podczas operacji Active Endeavour (2006)

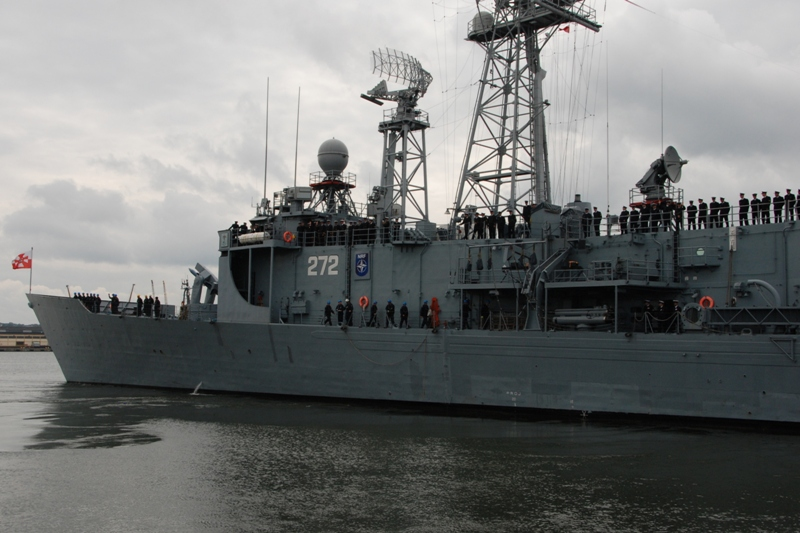
ORP „Gen. K. Pułaski” wychodzi z portu Gdynia w celu dołączenia do zespołu SNMG-1 (2008)

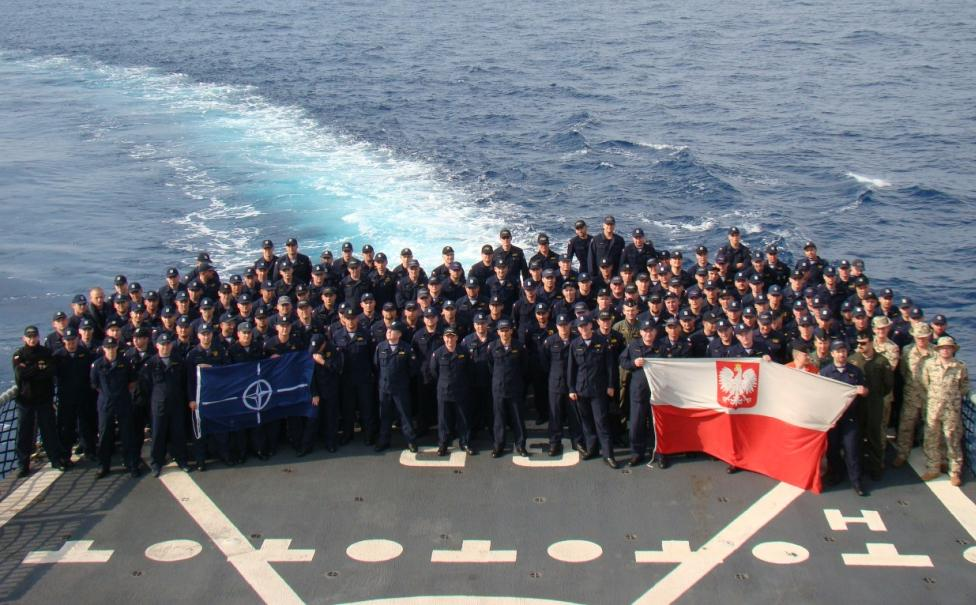
Załoga „Pułaskiego” podczas powrotu z misji w ramach Sił Odpowiedzi NATO (2008)

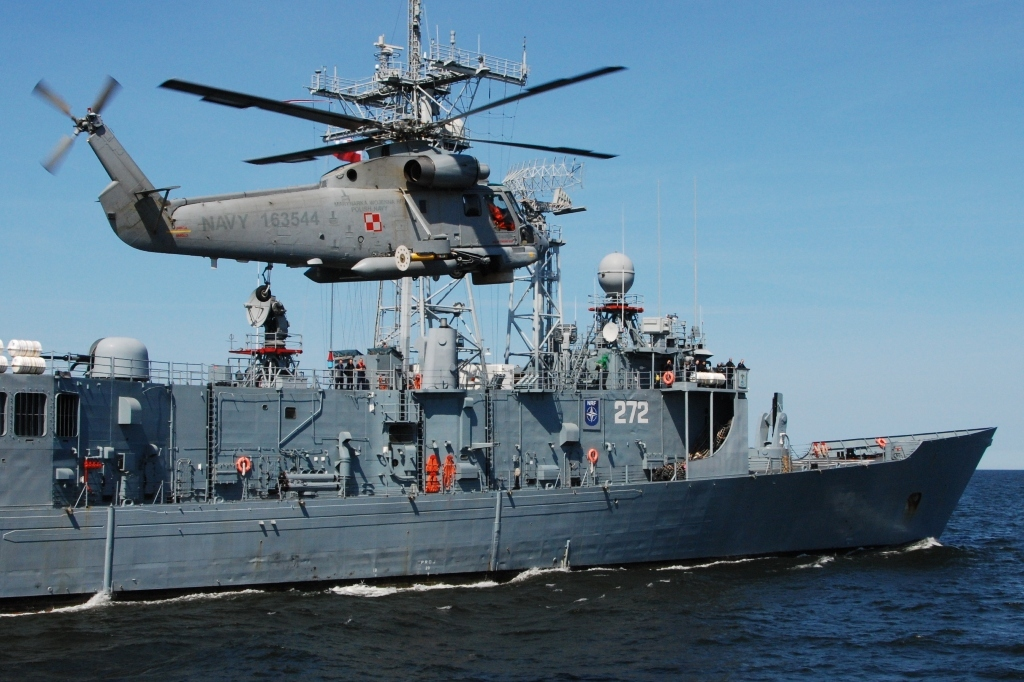
ORP „Pułaski” podczas wspólnego ćwiczenia ze śmigłowcem pokładowym SH-2G Super Seasprite (2008)

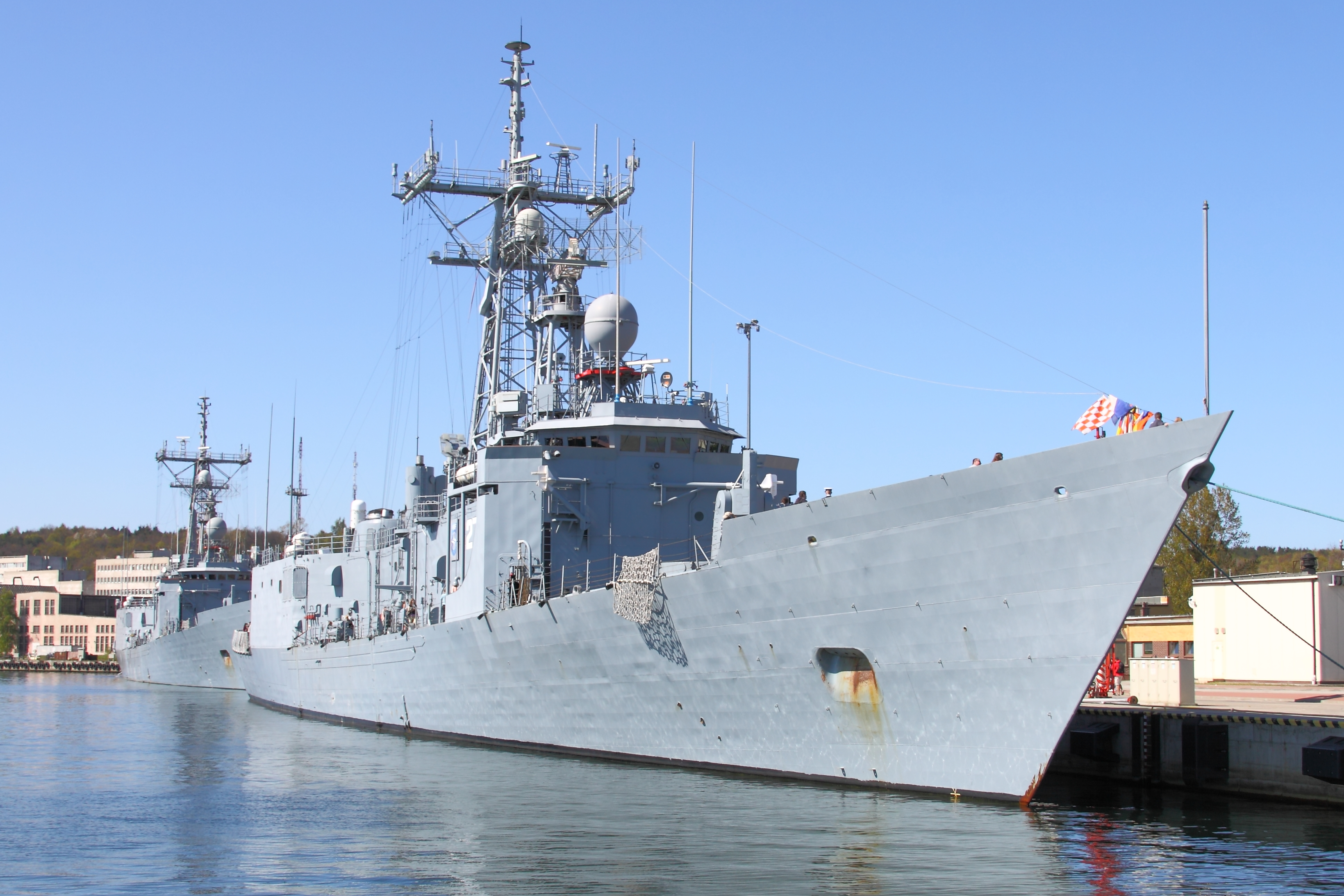
ORP „Gen. K. Pułaski” w Porcie Wojennym w Gdyni, za nim znajduje się bliźniaczy „Gen. T. Kościuszko” (2012)

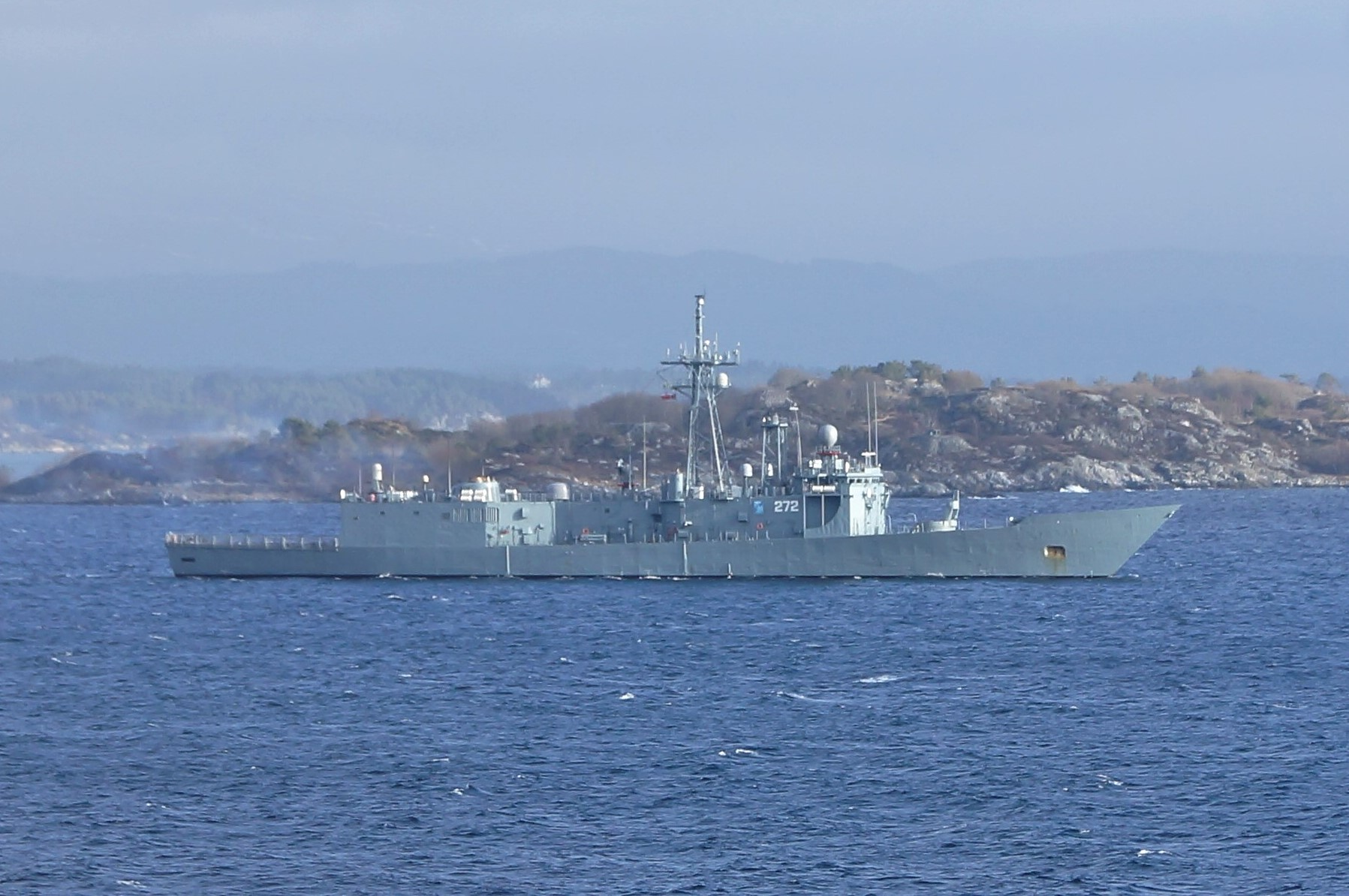
„Pułaski” wpływa do portu w Korsfjorden (Norwegia) w lutym 2019 roku, podczas dyżuru w SNMG-1

7 czerwca 2000 roku fregata rakietowa „272” (ponieważ taką nazwę nosił „Pułaski” do momentu chrztu) wyruszył z portu w Norfolk do Polski. Okręt dotarł do kraju w czerwcu, ochrzczono go 25 czerwca 2000 roku.
W roku 2001 okręt wziął udział w manewrach NATO STANAVFORLANT 2001.
W listopadzie 2002 roku okręt został włączony do systemu szkoleniowego Sił Natychmiastowego Reagowania NATO, natomiast na przełomie stycznia i lutego 2003 roku załoga uczestniczyła w manewrach Sił Natychmiastowego Reagowania NATO, w składzie zespołu STANAVFORLANT na wodach Bałtyku. Na przełomie lipca-czerwca 2003 roku, ORP „Gen. K. Pułaski” przechodzi pierwszą fazę egzaminacyjną przed wejściem do STANAVFORLANT w rejonie Morza Północnego i Atlantyku. W listopadzie 2003 roku okręt uczestniczył w manewrach NATO w prowadzeniu osłony transportu morskiego.
W styczniu 2004 roku jednostka uczestniczyła w manewrach SQUADEX 2004 w rejonie Cieślin Duńskich, a w marcu wzięła udział w manewrach PLAYEX 2004, których scenariuszem było ćwiczenie kontroli żeglugi, operacje embarga, obrona przeciwawaryjna i zwalczanie terroryzmu na morzu.
Na przełomie kwietnia i czerwca 2004 roku okręt wraz z załogą przechodzi egzamin w ośrodku szkoleniowym FOST (ang. Flag Officers Sea Training) w Plymouth, dopuszczający okręt do działań w ramach stałego zespołu Sił Odpowiedzi NATO – SNMG-1 (wcześniejsza nazwa to STANAVFORLANT). Szkolenie dzieliło się na kilka etapów. Załoga przez pierwszy etap szkolenia (Tier I), szkoliła się z obrony przeciwlotniczej, przeciwko atakom okrętów podwodnych, obrony przeciwawaryjnej, strzelania artyleryjskie i torpedowe, uzupełnianie zapasów na morzu oraz współpracę ze śmigłowcem pokładowym SH-2G. W kolejnym etapie szkolenia będącym etapem portowym, załoga szkoliła się z odpierania ataku terrorystycznego, ochronę przeciwdywersyjną oraz udzielania pomocy humanitarnej. W czerwcu okręt udał się do Francji w celu rozpoczęcia drugiego etapu szkolenia (Tier II), gdzie załoga na manewrach Join Warrior załoga wraz z okrętem ćwiczyła zgrywanie się z innymi okrętami sojuszniczymi, w czasie kiedy prowadzone są rzeczywiste operacje. Szkolenie zakończyło się egzaminem i jego pozytywnym wynikiem.
W czerwcu 2004 roku fregata wraz z okrętem ORP „Bielik” uczestniczyła w manewrach NATO Joint Maritime Course na wodach Morza Północnego.
We wrześniu 2005 roku okręt wziął udział w manewrach DANEX 05, gdzie ćwiczono poszukiwanie, wykrywanie i niszczenie okrętów podwodnych, kontrolę żeglugi, operacje embarga, obronę przeciwawaryjną i zwalczanie terroryzmu na morzu, zaś w październiku 2005 roku na wodach Atlantyku, Morza Norweskiego jednostka reprezentowała banderę Marynarki Wojennej na ćwiczeniach Neptune Warrior/JMC 05, gdzie ćwiczono poszukiwanie, wykrywanie i niszczenie okrętów podwodnych, zwalczanie celów powietrznych, kontrolę żeglugi, monitoring ruchu jednostek cywilnych oraz działania antyterrorystyczne.
W styczniu 2006 roku okręt wszedł w skład Sił Odpowiedzi Standing NATO Martime Group One (SNMG-1). Na przełomie lutego i marca 2006 roku jednostka brała udział w operacji antyterrorystycznej Active Endeavour na Morzu Śródziemnym. W marcu i kwietniu 2006 roku ORP „Gen. K. Pułaski” uczestniczył w manewrach Brilliant Mariner 2006, gdzie prowadzono międzynarodową operację pokojową na morzu, wykonywano zadania sojusznicze, szkolenie i zgrywanie załóg okrętów i samolotów oraz dowództw NATO wszystkich szczebli. W październiku i maju 2006 roku okręt uczestniczył w manewrach SMER/MEDEX 2006 – ćwiczeniu ratowniczym na Bałtyku.
W 2007 roku jednostka uczestniczyła w międzynarodowym ćwiczeniu Northern Coast, zaś na przełomie lutego i maja 2008 roku okręt brał udział w manewrach Joint Warriors 08 - międzynarodowych ćwiczeniach sił NATO na Atlantyku. Na przełomie lipca i listopada 2009 roku okręt uczestniczył w operacji antyterrorystycznej Active Endeavour w składzie NATO-wskiego zespołu SNMG-1 na Morzu Śródziemnym, a w miesiącach lipiec – listopad 2009 roku okręt działał w składzie SNMG-1.
W lutym 2008 roku okręt uczestniczył wraz ze śmigłowcem SH-2G w manewrach NATO Joint Warriors 08. W maju okręt powrócił do macierzystej jednostki. W lipcu „Pułaski” rozpoczął swój udział w operacji antyterrorystycznej ACTIVE ENDEAVOUR u wybrzeży Morza Śródziemnego oraz dyżur w składzie SNMG-1. W listopadzie okręt powrócił do kraju.
We wrześniu 2009 roku okręt wziął udział w manewrach Crown Eagle 2009 oraz SMER/MEDEX, wraz z okrętami – szwedzkim HMS „Belos” oraz jednostkami Marynarki Wojennej: ORP „Bielik”, ORP „Wodnik”, ORP „Lech”, ORP „Zbyszko”, ORP „Maćko” oraz kutrem transportowym K-5, przy wsparciu BLMW w postaci śmigłowca Mi-14PŁ i SH-2G. W listopadzie fregata brała udział w ćwiczeniach 3. Flotylii Okrętów.
We wrześniu 2010 roku jednostka uczestniczyła w ćwiczeniach 3. FO, m.in. wraz z okrętami ORP „Grom” i ORP „Lech”. W październiku ORP „Gen. K. Pułaski” uczestniczył w manewrach Anakonda 2010.
W kwietniu 2011 roku okręt wraz z załogą uczestniczył w międzynarodowych manewrach SPONTEX 2011.
W dniach 15-17 lutego 2012 roku ORP „Gen. K. Pułaski”, wraz z fregatą ORP „Gen. T. Kościuszko” uczestniczył w manewrach z brytyjskim ówczesnym okrętem flagowym HMS „Bulwark” na wodach Bałtyku. W kwietniu okręt uczestniczył w manewrach Okrętowej Grupy Zadaniowej 3. FO wraz z bliźniaczą jednostką „Kościuszko”, okrętami rakietowymi ORP „Orkan” i „Piorun” oraz okrętem ratowniczym ORP „Piast”.
W 2013 roku podpisano umowę na przeprowadzenie remontu i modernizacji „Pułaskiego”. Prace rozpoczęły się w grudniu 2014 roku i trwały aż do czerwca 2018 roku, a prowadzono je w Polsce i USA. W wyniku tych prac okręt został gruntownie zmodernizowany i wyremontowany, co pozwoliło na wydłużenie jego eksploatacji do roku 2025.
Jako sprawdzian po remoncie, w sierpniu 2018 roku odbyły się strzelania rakietowe z pokładu ORP „Gen. K. Pułaski”, z użyciem wyrzutni Mk 13 i przy użyciu dwóch pocisków przeciwlotniczych Standard SM-1MR. Manewry odbyły się na poligonie morskim na Hebrydach, u wybrzeży Szkocji. Były to pierwsze strzelania rakietowe zarówno dla „Pułaskiego” jak i okrętów typu Oliver Hazard Perry pod biało-czerwoną banderą.
W styczniu 2019 roku okręt wraz ze śmigłowcem pokładowym SH-2G Super Seasprite powrócił w skład SNMG-1, tym samym rozpoczął pięciomiesięczny dyżur w Siłach Odpowiedzi NATO. W 2019 roku okręt wziął udział w międzynarodowych manewrach morskich pod kryptonimem Joint Warrior 2019 w składzie SNMG-1. Wzięło w nich udział 40 okrętów, w tym 5 okrętów podwodnych oraz 59 samolotów reprezentujących 13 państw. Prócz polskiej fregaty, Zespół podczas ćwiczeń tworzyły: amerykański niszczyciel typu Arleigh Burke, będący jednocześnie jednostką flagową grupy – USS „Gravely”, brytyjska fregata rakietowa typu 23 HMS „Westminster”, duński okręt wsparcia HDMS „Absalon” oraz niemiecki zbiornikowiec „Spessart”.
W dniach 4-6 listopada 2020 roku okręt uczestniczył w manewrach ORCA u wybrzeży Brestu, które organizowała Marine Nationale. Oprócz okrętów i lotnictwa Marynarki Wojennej Francji, wzięły udział także okręty państw sojuszniczych: Wielkiej Brytanii, Niemiec, Hiszpanii oraz wchodzące w skład Stałego Zespołu Okrętów NATO Grupa 1 - SNMG-1 (Standing NATO Maritime Group 1) okręty portugalskiej marynarki wojennej, kanadyjskiej oraz belgijskiej.
W dniach 14-16 grudnia 2020 roku ORP „Gen. K. Pułaski” wraz z korwetą patrolową ORP „Ślązak” uczestniczył w krajowych manewrach Dywizjonu Okrętów Bojowych oraz jednostkami Dywizjonu Okrętów Wsparcia – okrętem ratowniczym ORP „Maćko” i holownikiem H-7. W ramach szkolenia załogi okrętów wykonały strzelania artyleryjskie do celów nawodnych, obronę przeciwawaryjną okrętu, m.in. przeciwdziałania pożarom oraz przebiciom kadłuba i przeprowadzenie ataku torpedowego, przy wsparciu śmigłowca SH-2G Super Seasprite z BLMW.
W lutym 2021 roku jednostka wraz ze śmigłowcem pokładowym SH-2G oraz korwetą ORP „Kaszub” brała udział w manewrach, w ramach wydzielonych jednostek Dywizjonu Okrętów Bojowych. Tematem przewodnim ćwiczeń było poszukiwanie, wykrywanie i zwalczanie okrętów podwodnych, zwalczanie celów nawodnych i środków napadu powietrznego oraz ochrona przeciwawaryjna okrętu. W marcu 2021 „Pułaski” uczestniczył we wspólnych manewrach z zespołem SNMG-1.
W kwietniu 2021 fregata brała udział manewrach Okrętowej Grupy Zadaniowej, gdzie wraz z Siłami Powietrznymi i Brygadą Lotnictwa Marynarki Wojennej realizował szkolenia z zakresu osłony szlaków żeglugowych, zabezpieczenia transportu, a także uzupełniania zapasów i ratowania życia na morzu. W manewrach, „Gen. K. Pułaski” uczestniczył wraz z korwetą ORP „Ślązak”, okrętem rakietowym ORP „Piorun”, zbiornikowcem ORP „Bałtyk”, korwetą ZOP ORP „Kaszub” i okrętem ratowniczym ORP „Zbyszko”. W dniach 8-20 maja 2021 fregata wraz z zaokrętowanym śmigłowcem Super Seasprite reprezentowała polską banderę na międzynarodowych manewrach morskich Joint Warrior 21-1.
W sierpniu 2021 fregata uczestniczył w manewrach 3 Flotylli Okrętów o kryptonimie „Ostrobok ’21”. Wraz z okrętem rakietowym ORP „Orkan”, jednostka wraz z załogą ćwiczyła zwalczanie celów nawodnych i powietrznych oraz procedury strzelań rakietowych. W manewrach uczestniczyły także okręty ORP „Kaszub” i ORP „Ślązak”. Na przełomie sierpnia i września 2021, fregata wraz z okrętem ratowniczym ORP „Lech” oraz zbiornikowcem ORP „Bałtyk” towarzyszyła dwom okrętom projektu 660M: OORP „Orkan” oraz „Piorun” w przeprowadzeniu pierwszych pod banderą Marynarki Wojennej strzelań rakietowe przy użyciu pocisków RBS 15 Mk 3. Strzelania odbyły się na rakietowym poligonie morskim Härnösand w Szwecji.
W dniach 24–26 stycznia 2022 roku fregata wraz z korwetą ORP „Ślązak” uczestniczyła w polsko-holenderskich ćwiczeniach PASSEX. Holenderską Marynarkę Wojenną reprezentował okręt desantowy HNLMS „Rotterdam”. Ćwiczono wykonane operacji osłony strategicznego transportu morskiego i utrzymania panowania na morzu w sytuacjach kryzysowych. W marcu 2022 roku wraz z korwetą ORP „Ślązak”, fregata ORP „Gen. K. Pułaski” brała udział we wspólnych ćwiczeniach PASSEX na Bałtyku z dwoma niszczycielami US Navy typu Arleigh Burke – USS „Donald Cook” (DDG-75) oraz USS „Forrest Sherman” (DDG-98).

### Dowódcy ORP „Gen. K. Pułaski”
- kmdr por. Marian Ambroziak (2000–2002)[68]
- kmdr por. Krzysztof Mazurkiewicz (2003–2007)[68]
- kmdr por. Piotr Nieć (2007–2014)[69]
- kmdr por. Paweł Werner (2014–?)[70]
- kmdr por. Łukasz Zaręba (?–2023)[4]
- kmdr por. Rafał Kacik (2023–obecnie)[71]

## Okręt w kulturze
12 sierpnia 2013 roku Narodowy Bank Polski wprowadził do obiegu monetę z serii „Polskie Okręty”, upamiętniającą fregatę rakietową „Gen. K. Pułaski” o nominale 2 zł, wykonaną ze stopu Nordic Gold.